# ميلتون بابيت
ميلتون بابيت (بالإنجليزية: Milton Babbitt)‏ بالإنجليزية Milton Babbitt
(و. 10 مايو 1916 – ت. 29 يناير 2011) مؤلف موسيقي أمريكي.
هو طفل موهوب نشأ في جاكسون بمسيسبي حيث تعلم عزف الكمان في سن الرابعة ودرس الكلارنيت والساكسفون أيضا. في المرحلة الثانوية كان يعزف موسيقى الجاز وعمل في كتابة الأغاني الشعبية. كان مصمم أن يصبح عالم رياضيات فالتحق بجامعة بنسيلفانيا في سن 15، وجد نفسه منجذب بتزايد للموسيقى فانتقل إلى جامعة نيويورك حيث درس مع فيليب جيمس وماريون جوير. لاحقا في برنستون درس مع روجر سيشانز. عمل بابيت في جامعة برنستون من 1938 حتى 1984 حيث درس الريضايات أثناء سنوات الحرب من 1943 حتى 1945، ودرس التأليف الموسيقى من عام 1948 حتى 1984، توسع بابيت في تقنية الإثني عشرة نغمة لأرنولد شونبرج في مجالات لم يناقشها مثل درجة الصوت والإيقاع وطابع الصوت. عام 1959 مع أوتو لونينج وفلاديمير أساشفسكي أسس مركز كلومبيا برنستون للموسيقى الإلكترونية في مدينة نيويورك. كان مبتكر لا يسأم وعمل كواحد من أكثر المؤلفين الموسيقيين الأمريكان المؤثرين والمدرسين واصحاب النظريات من الخمسينات حتى السبعينات لكن تعقيد موسيقاه ومفرداتها تركت الجمهور العريض بارد. في أفضل حالاته موسيقاه تجمع بين النشاط البنائي الرائع والرشاقة السمعية السماوية مثل عمله "فيلوميل" للسوبرانو والشريط الممغنط. عمل بابيت all set لفرقة الجاز يتناول مرونته الانتقائية. عنوان مقال كتبه بابيت لإحدى المجلات عام 1958 “من يهتم إذا سمعت؟" يلخص غطرسة مؤلفي الطليعة وقتها ويصبح المقال مثل الكلمة الماثورة بمرور الوقت.

## وصلات خارجية
- ميلتون بابيت على موقع IMDb (الإنجليزية)
- ميلتون بابيت على موقع الموسوعة البريطانية (الإنجليزية)
- ميلتون بابيت على موقع ميوزك برينز (الإنجليزية)
- ميلتون بابيت على موقع إن إن دي بي (الإنجليزية)
- ميلتون بابيت على موقع أول ميوزيك (الإنجليزية)
- ميلتون بابيت على موقع ديسكوغز (الإنجليزية)
- ميلتون بابيت على موقع قاعدة بيانات الفيلم (الإنجليزية)

1. 1 2 3 4 5 6 7 8   http://www.oxfordmusiconline.com/subscriber/article/grove/music/01645. اطلع عليه بتاريخ 2015-02-28. {{استشهاد ويب}}: |url= بحاجة لعنوان (مساعدة) والوسيط |title= غير موجود أو فارغ (من ويكي بيانات) (مساعدة)
2. ↑   https://www.pulitzer.org/prize-winners-by-category/260. {{استشهاد ويب}}: |url= بحاجة لعنوان (مساعدة) والوسيط |title= غير موجود أو فارغ (من ويكي بيانات) (مساعدة)
3. ↑   https://artsandletters.org/awards/. اطلع عليه بتاريخ 2021-07-07. {{استشهاد ويب}}: |url= بحاجة لعنوان (مساعدة) والوسيط |title= غير موجود أو فارغ (من ويكي بيانات) (مساعدة)
4. ↑  MusicBrainz (بالإنجليزية), MetaBrainz Foundation, QID:Q14005
5. ↑  NPR Encylopedia of Classical Music